# ایستگاه شارژ

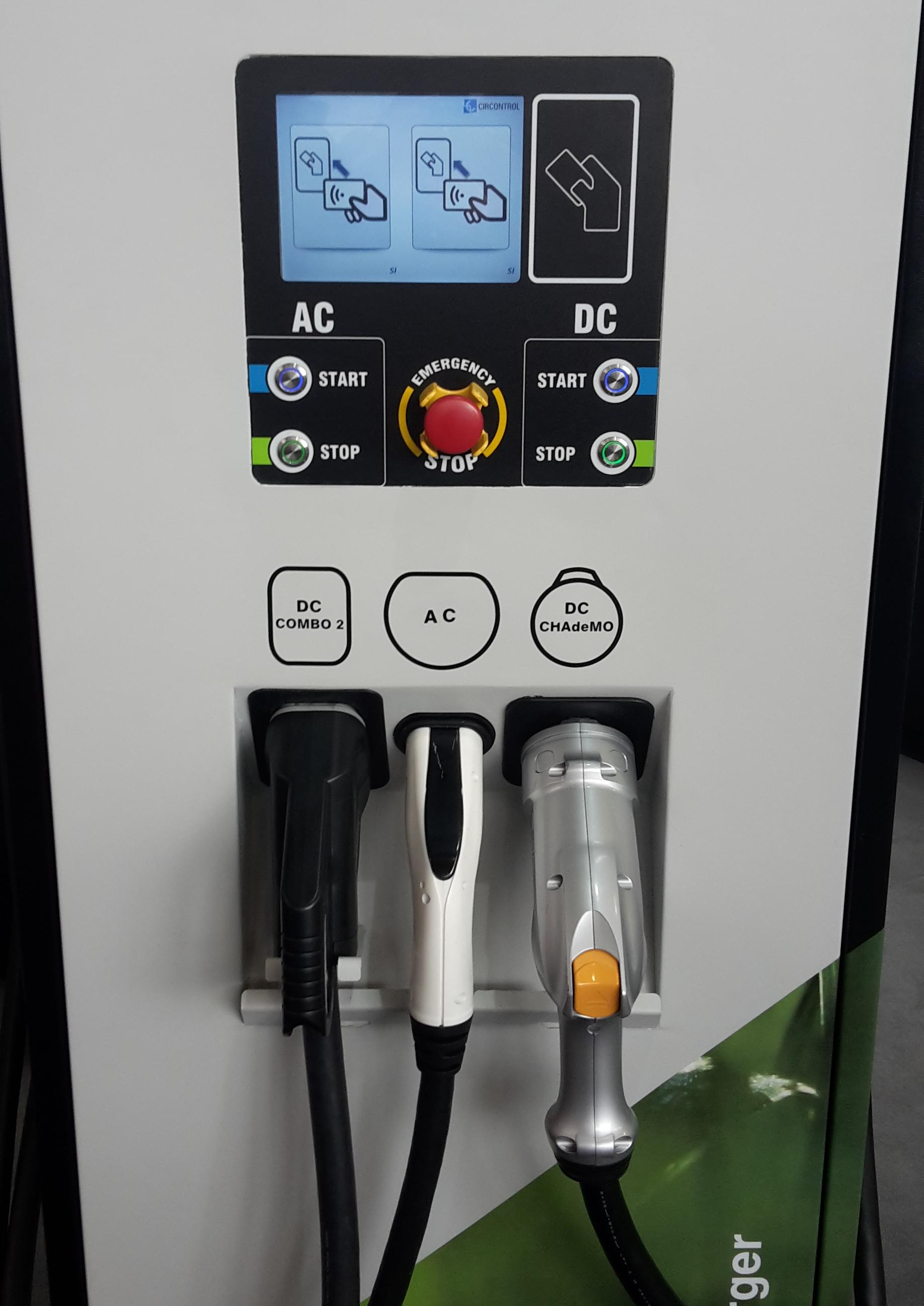
جایگاه شارژ دارای کانکتور type 2 برای شارژ با جریان متناوب و کانکتورهای CCS combo 2 و CHAdeMO برای شارژ با جریان مستقیم.

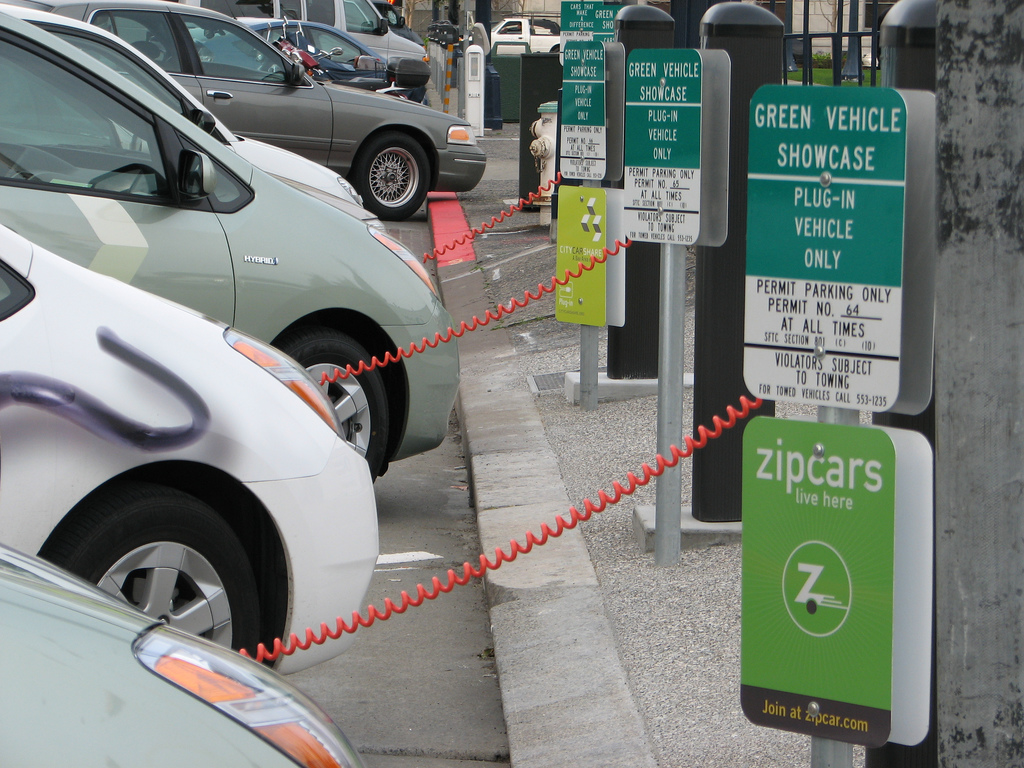
تویوتا پریوس در ایستگاه در حال شارژشدن سانفرانسیسکو ۲۰۰۹

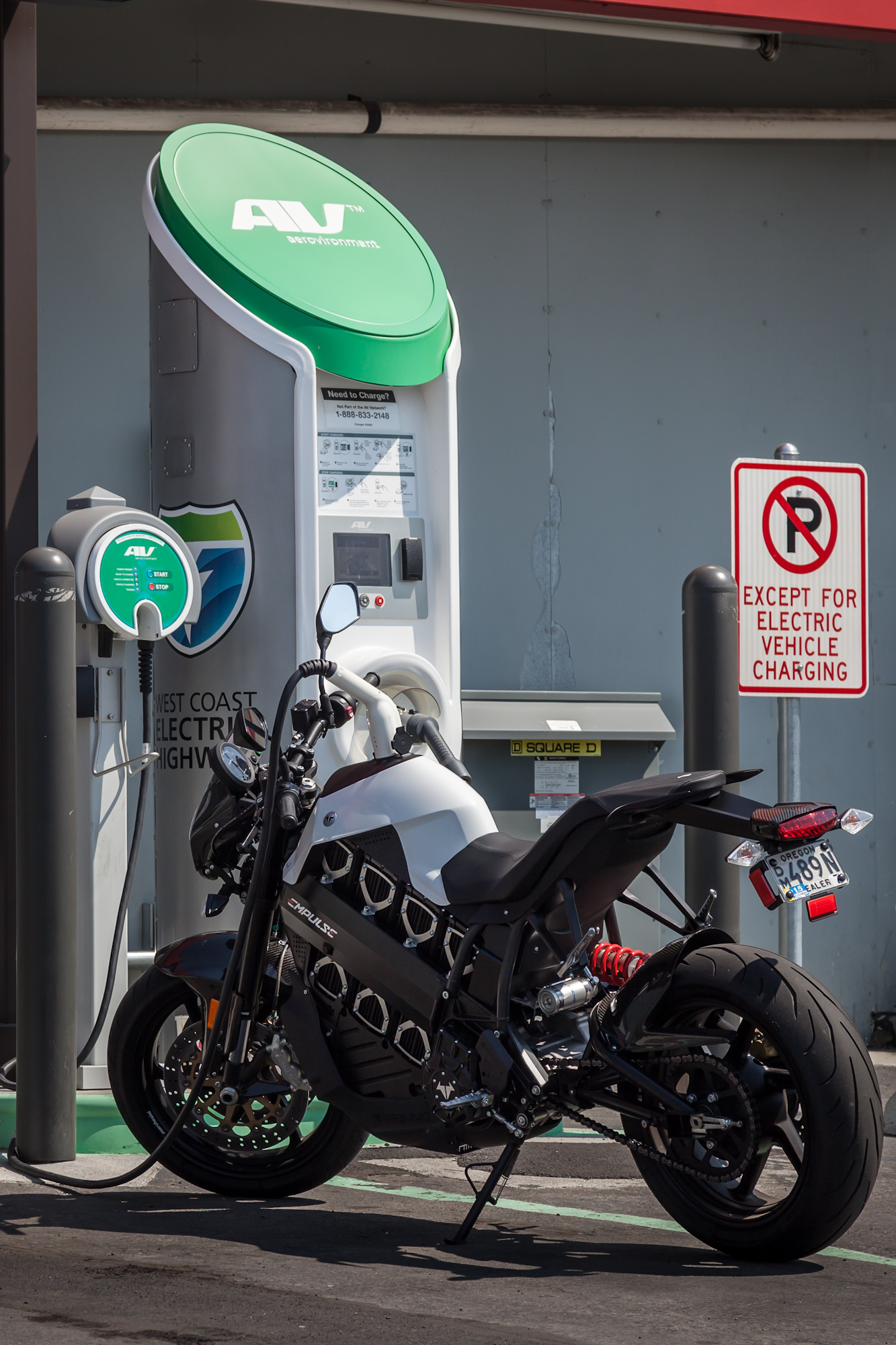
یک موتورسیکلت برقی در حال شارژ

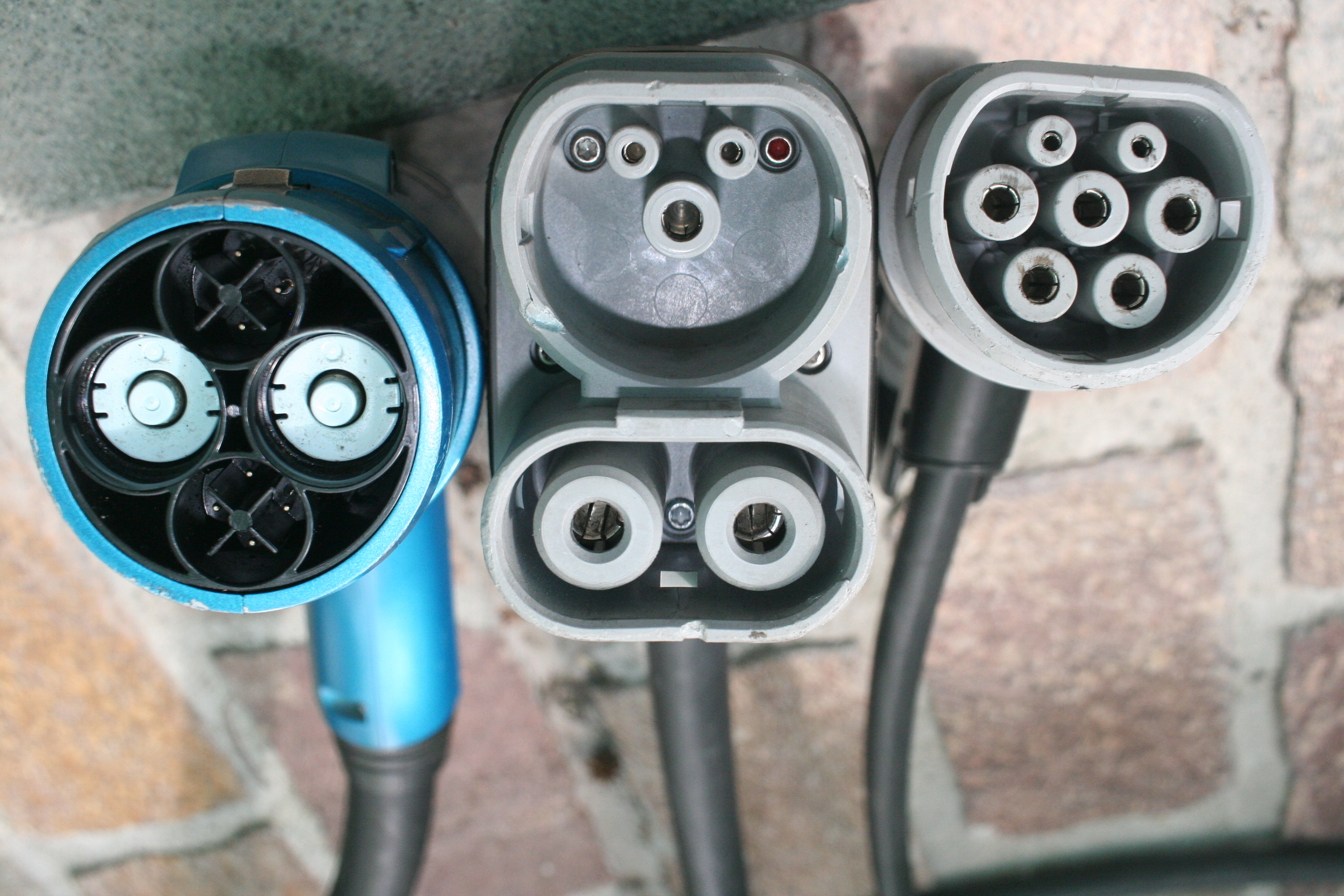
چند نوع کانکتور شارژ ساخته شده با استانداردهای مختلف. کانکتور سمت چپ: IEC Type 4/CHAdeMO کانکتور وسط: CCS Combo 2 و کانکتور سمت راست: IEC Type 2 outlet می‌باشد.

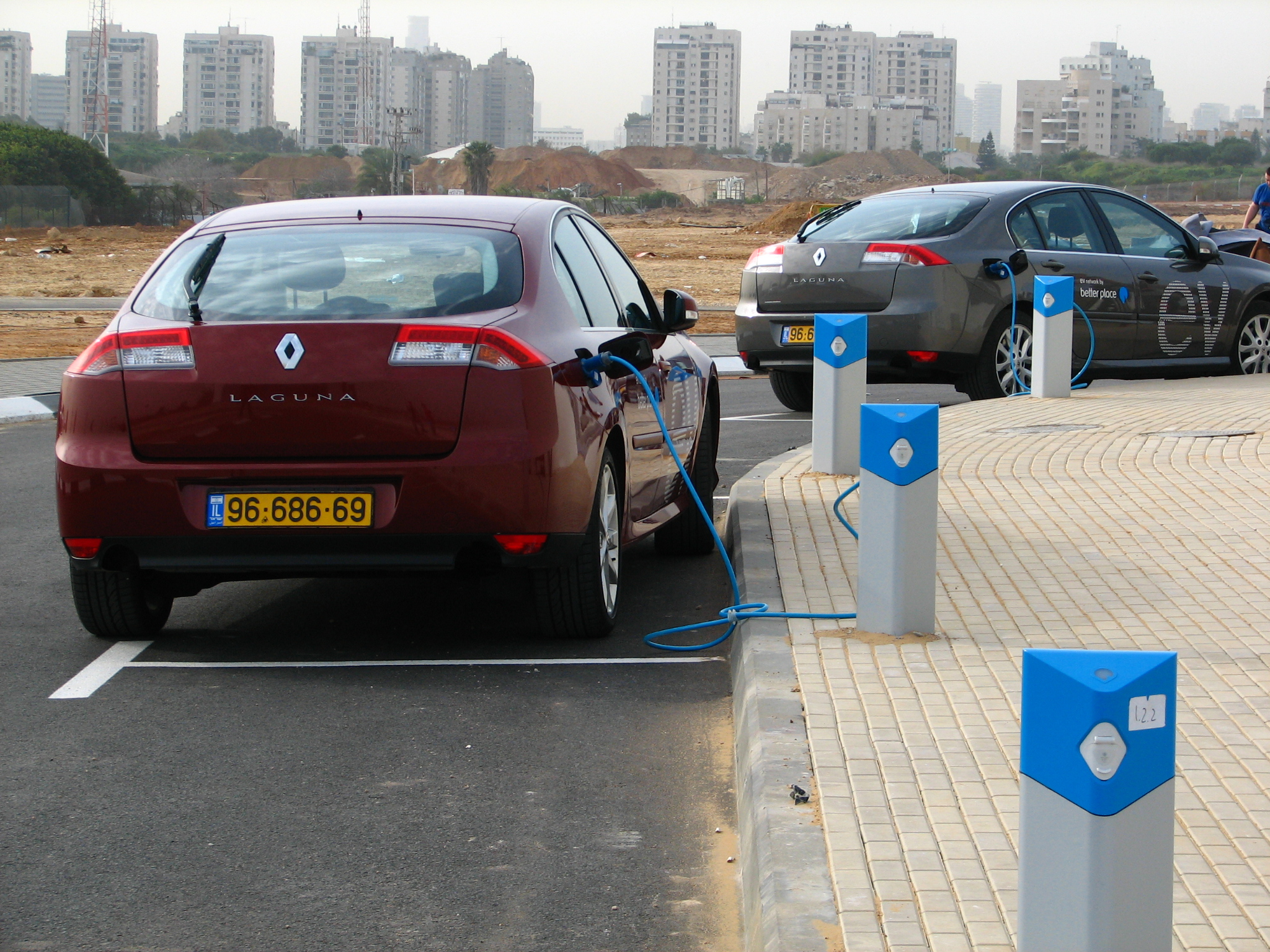
نمونه اولیه خودروی برقی رنو لاگونای اصلاح شده، در حال شارژ در ایستگاه‌های شارژ ساخته شده در رمت هشارون، در شمال تل آویو.

جایگاه شارژ خودروی برقی (به انگلیسی: Electric vehicle charging station) یکی از عناصر زیرساختی است که انرژی الکتریکی مورد نیاز برای بازشارژ کردن وسائل نقلیه برقی اعم از خودروی برقی و دوگانه‌سوز را تأمین می‌کند.
ایستگاه‌های شارژ از انواع مختلفی از کانکتورهای مخصوص و بادوامی استفاده می‌کنند که مطابق با استانداردهای مختلفی ساخته شده‌اند. برای شارژ سریع متداول جریان مستقیم (DC)، استفاده از دو یا چند شارژر با چند استاندارد مختلف شامل Combo 1 و Combo 2 و CHAdeMO و یک شارژر AC در ایستگاه‌ها، در بسیاری از مناطق تبدیل به استاندارد واقعی بازار شده‌است.

بسیاری از جایگاه‌های شارژ در خیابان‌ها توسط شرکت‌های توزیع، تجهیز و راه‌اندازی شده‌اند و جایگاه‌های موجود در مراکز خرید را شرکت‌های خصوصی مدیریت می‌کنند. جایگاه‌های شارژ عمومی عموماً از روش‌های شارژ جریان متناوب نوع دوم یا شارژ سریع جریان مستقیم استفاده می‌کنند.

## انواع ایستگاه‌های شارژ

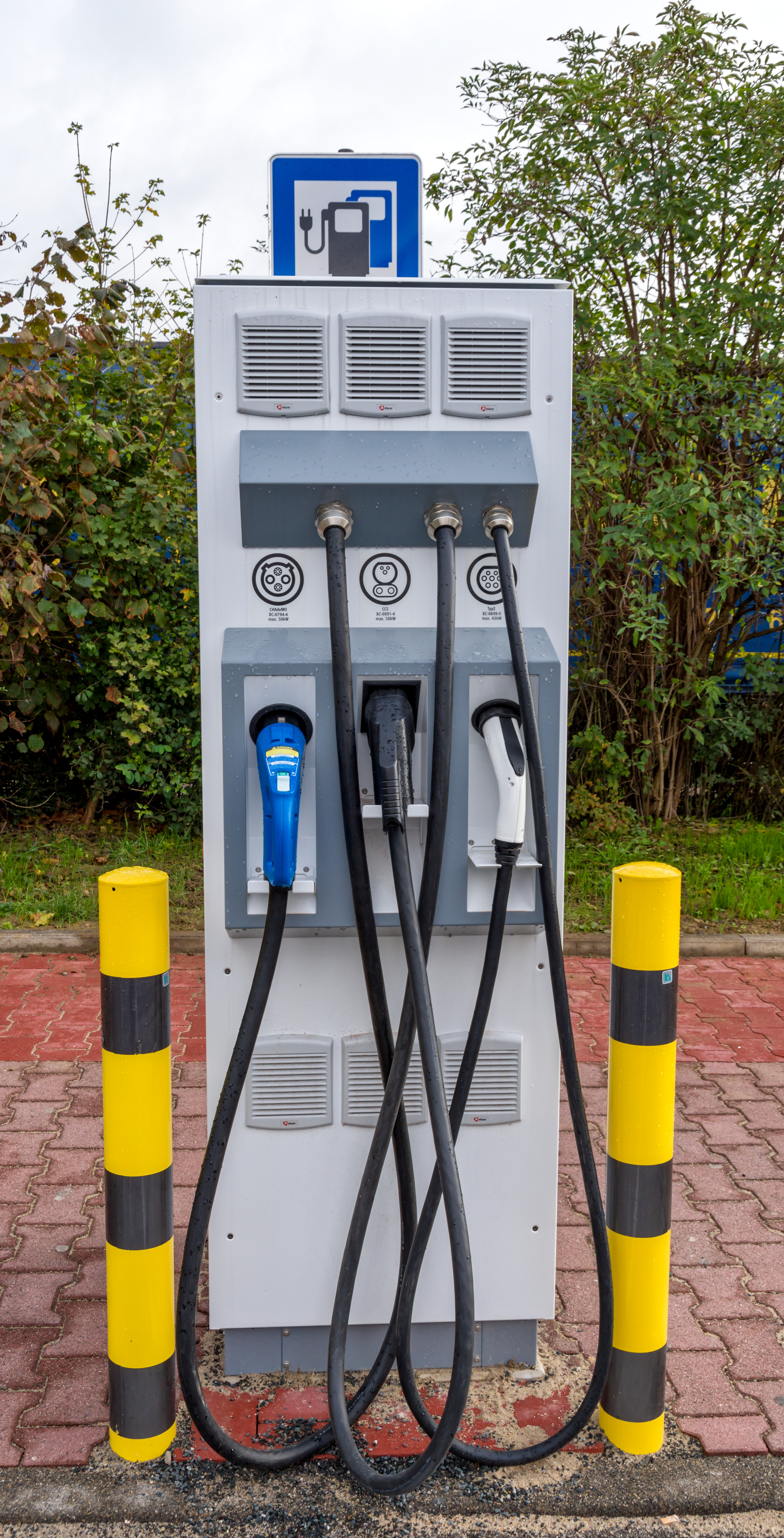
یک جایگاه شارژ چند منظوره در آلمان

ایستگاه‌های شارژ به چهار دسته اصلی تقسیم می‌شوند:
1. ایستگاه‌های شارژ خانگی: دارنده خودوری برقی دوشاخه را به پریز زده و خودرو در طول شب شارژ می‌شود.[۳] شارژرهای خانگی نیاز به احراز هویت یا کنتور جداگانه ندارند، ولی اگر نیاز به شارژ سریع باشد باید سیم کشی جداگانه انجام شود.[۴]
2. شارژ در هنگام پارک بودن خودرو (شامل پارکینگ‌های عمومی): استفاده از شارژر می‌تواند بسته به هزینه پارکینگ مورد استفاده، رایگان یا با هزینه جداگانه انجام شود. استفاده از این پارکینگ‌های دارای جایگاه شارژ می‌تواند یک بحث تشویقی برای استفاده از فروشگاه‌ها یا خدمات ساختمان‌های مجاور باشد.[۵] همچنین این جایگاه‌ها می‌تواند اختصاصی کارکنان شرکت، یا اختصاصی خودروهای حمل و نقل عمومی یا باربری باشد.[۶][۷] معمولاً در این جایگاه‌ها از کانکتورهای نوع ۱ و نوع ۲ استفاده می‌شود.

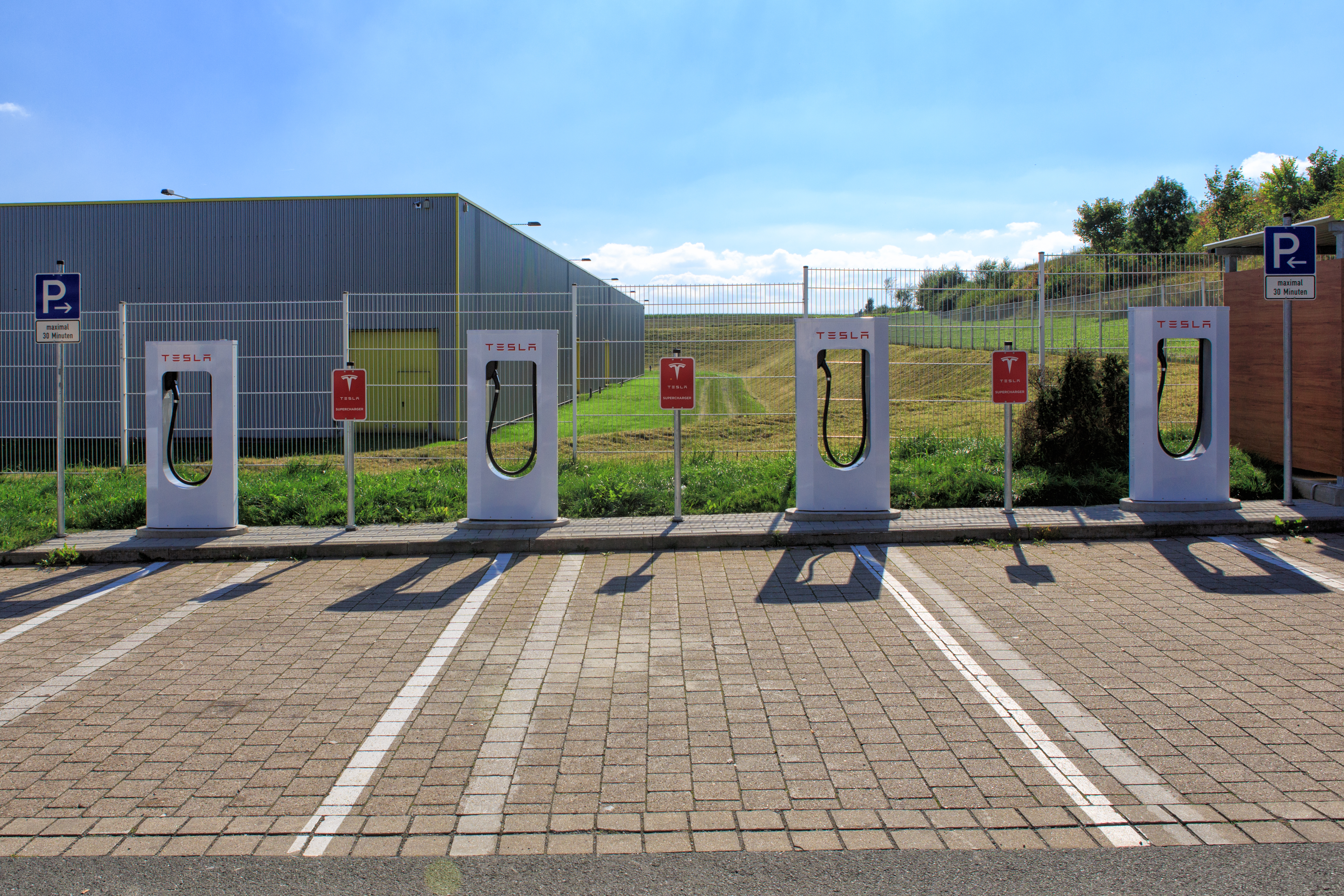
جایگاه سوپرشارژ تسلا ساخته شده در مونشبرگ آلمان

3. جایگاه سوپرشارژ تسلا ساخته شده در مونشبرگ آلمانشارژ سریع در ایستگاه‌های شارژ عمومی: این ایستگاه‌ها بالای ۴۰ کیلووات توان داشته و قادر به شارژ خودرو برای ۹۷ کیلومتر در عرض ۱۰ تا ۳۰ دقیقه هستند.
4. تعویض باتری یا شارژ در زیر ۱۵ دقیقه:

## زمان شارژ
زمان شارژ شدن به ظرفیت باتری و توان شارژ کننده بستگی دارد. به زبان ساده، نرخ زمان شارژ به سطح شارژ مورد استفاده بستگی دارد. سطح شارژ نیز به ظرفیت ولتاژی قابل تحمل باتری‌ها و الکترونیک مورد استفاده در آن ارتباط دارد. انجمن مهندسان خودروی آمریکا، سه سطح شارژ (Level) برای خودروها تعریف کرده‌است:
- سطح 1 (Level 1): برق خانگی با ولتاژ ۱۲۰ ولت متناوب (استاندارد برق خانه‌های آمریکا) کندترین سطح شارژ می‌باشد.
- سطح 2 (Level 2): خانه‌های با ولتاژ ۲۴۰ ولت متناوب، سطح میانه می‌باشد.
- سطح 3 (Level 3): ولتاژ ۴۸۰ ولت برای سوپرشارژرها و بالاترین سطح می‌باشد.

باتری‌هایی با سطح شارژ ۳ می‌توانند در عرض ۳۰ دقیقه به ۸۰ درصد توان کامل خود برسند. با این حال رقابت‌های شدیدی بین شرکت‌های صنعتی سازنده خودرو و باتری در رابطه با اینکه استاندارد گسترده و عمومی کشور، کدام یک از اینها باشد وجود دارد.

## وضعیت بین‌المللی

علامت جایگاه شارژ عمومی در اروپا

در دسامبر ۲۰۱۲ حدود ۵۰۰۰۰ محل شارژ خودرو در مناطق غیرمسکونی در آمریکا، اروپا، ژاپن و چین وجود داشت.
در دسامبر ۲۰۱۳ استونی تنها و اولین کشوری بود که شبکه شارژ خودروهای برقی خود را در سرتاسر کشور با ۱۶۵ جایگاه شارژ سریع در بزرگراه‌ها با حداکثر فاصله ۴۰ تا ۶۰ کیلومتر تکمیل کند.

## وضعیت در ایران
نخستین جایگاه شارژ خودرو و موتورسیکلت برقی در ایران توسط گروه مپنا در زمینی به مساحت ۷۰۰ مترمربع در محوطه برج میلاد تهران در خرداد ماه ۱۳۹۸ افتتاح شد.

## روش شارژ
جایگاه‌های شارژ عمومی از دو روش شارژ جریان متناوب نوع دوم یا شارژ سریع جریان مستقیم استفاده می‌کنند.

### شارژ نوع دوم
از ولتاژ ۲۰۸–۲۴۰ولت تک فاز با ماکزیمم جریان ۸۰ آمپر استفاده می‌کند.

### شارژ سریع
از ولتاژ بالا ۳۰۰–۶۰۰ ولت دی‌سی استفاده می‌کند.

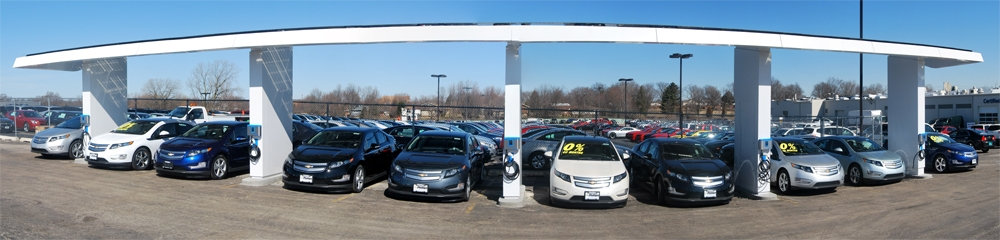
چندین خودروی شورلت ولت در حال شارژ در جایگاه شارژی که انرژی آن توسط پنل‌های خورشیدی تأمین می‌شود، در فرانکفورت ایلینوی آمریکا

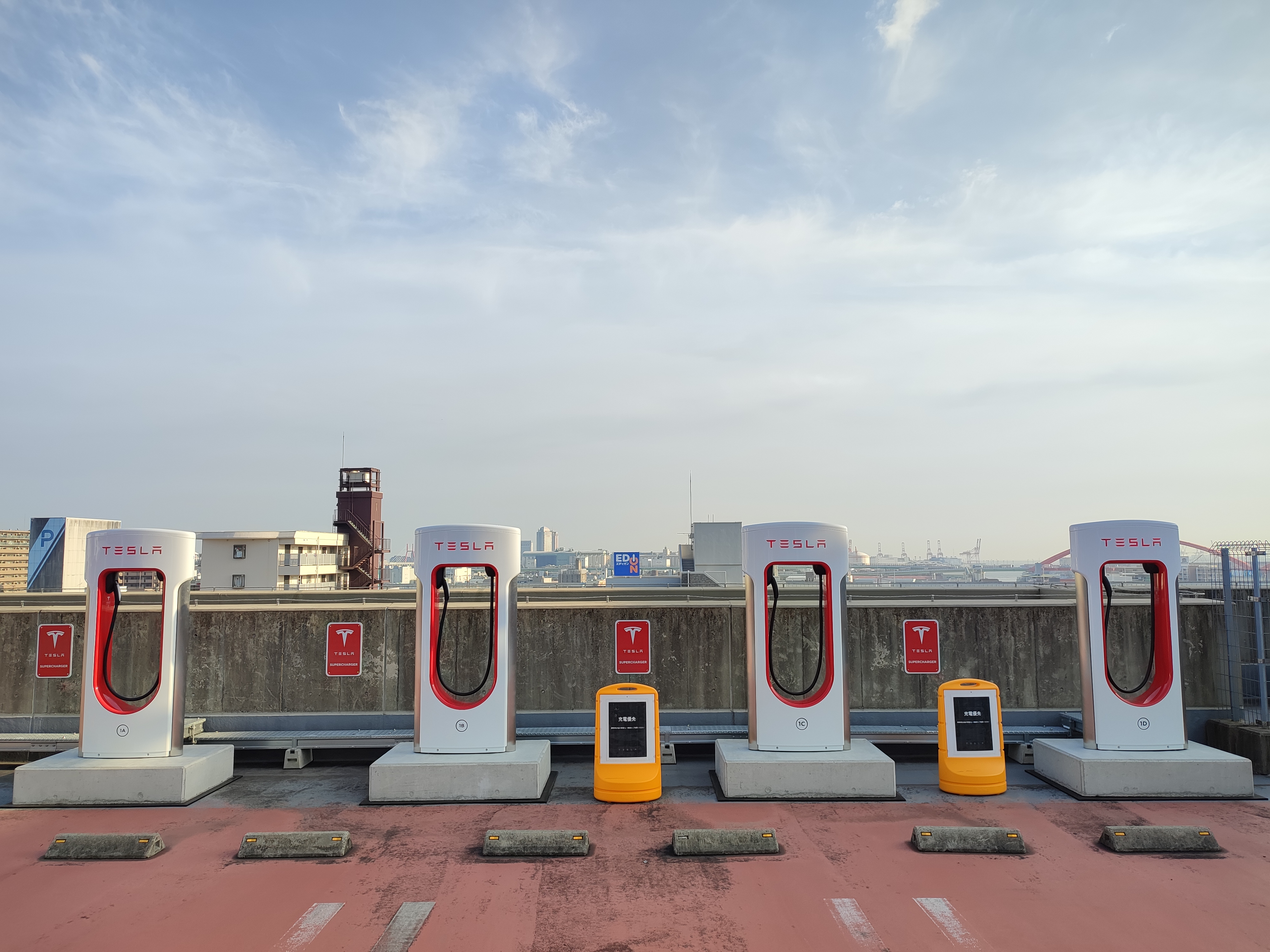
فناوری‌های همراهفناوری‌های همراه

### شبکه هوشمند
شبکه برق هوشمند شبکه‌ای است که می‌تواند با شرایط متغیر سازگار شود، خدمات را محدود کند یا قیمت‌ها را تنظیم کند.    برخی از ایستگاه‌های شارژ می‌توانند با شبکه برق تعامل داشته باشند و شارژ را وقتی که شرایط بهینه است، مثل وقتی که قیمت‌ها نسبتاً پایین است، فعال کنند. برخی از وسایل نقلیه به اپراتور اجازه می‌دهند مدیریت شارژ را انجام دهد. سناریوهای «وسیله نقلیه به شبکه» اجازه می‌دهند که باتری وسیله نقلیه در دوره‌های اوج مصرف، شبکه برق را تغذیه کند.   

### فناوری‌های جایگزین
در بخش بزرگراه E20 در سوئد، که استکهلم، گوتنبرگ و مالمو را متصل می‌کند، زیر آسفالت صفحه‌ای قرار داده شده که با وسایل نقلیه الکتریکی تعامل دارد و گیرنده الکترومغناطیسی را شارژ می‌کند.
این باعث می‌شود خودروی بیشتری مستقل عمل کند و اندازه محفظه باتری کاهش یابد. برنامه‌ریزی شده که این فناوری در ۳۰۰۰ کیلومتر از جاده‌های سوئد پیاده‌سازی شود.